# Скорбящая юность
«Скорбящая юность» (встречается также перевод «Рыдающая юность», англ. «Youth Mourning») — картина британского художника Джорджа Клаузена, созданная в 1916 году. Сюжет навеян трагическими событиями, произошедшими в семье автора в годы Первой мировой войны.

## История создания и судьба картины

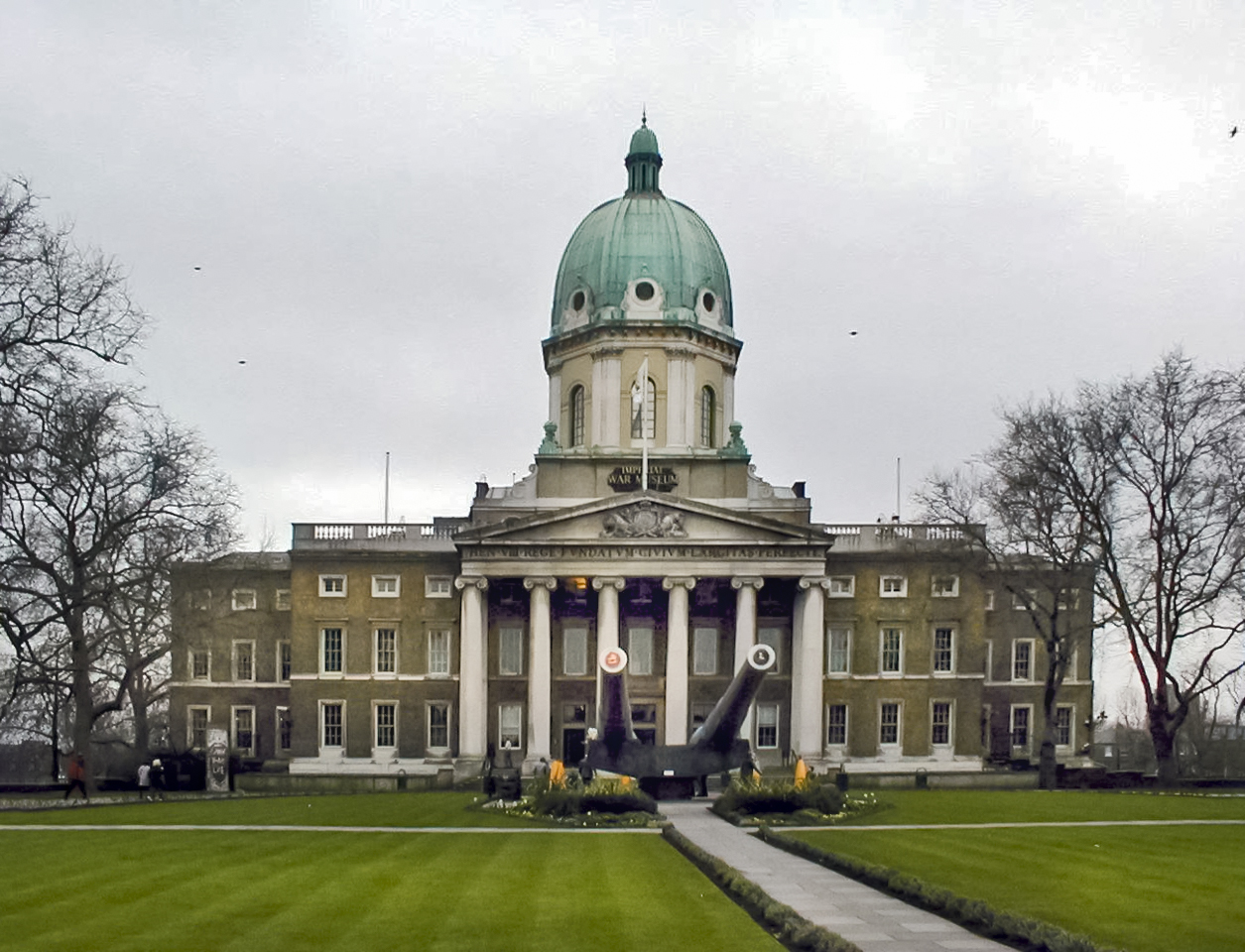
Имперский военный музей — место экспонирования картины

Картина была создана Джорджем Клаузеном в 1916 году. В это время художник специализировался на картинах, относимых обычно к направлению «сельский натурализм» (такие полотна изображали деревенские сцены), но, в отличие от других художников этого направления, Клаузен подчёркивал нищету и тяжёлый труд в сельских районах Британии, суровые условия жизни простых людей. Внимание к картине привлекла статья Бруно Деррика, опубликованная на сайте Национального архива Великобритании. Джордж Клаузен был прадедом Бруно Деррика, который работал в этом Архиве. Статья была опубликована уже после смерти Деррика.
Жених младшей дочери художника Кэтрин Фрэнсис (родилась в 1886 году, в семье её называли Китти), Джерейнт Пейн, был убит во время Первой мировой войны. Это событие и горе дочери вдохновили художника на создание картины.
Второй лейтенант Чарльз Джерейнт Кристофер Пейн родился в Шифнале в Шропшире 23 апреля 1888 года. Он планировал стать архитектором, но в августе 1914 года вступил в британскую армию и в январе 1915 года впервые участвовал в бою в чине второго лейтенанта 1-го батальона Хайлендского лёгкого пехотного полка. 12 марта 1915 года он был убит в битве при Нев-Шапель и был похоронен там же. Он был по свидетельству современников «отличным» виолончелистом и членом Хэмпстедского оркестрового общества. Сохранилась телеграмма его родителям, сообщающая о смерти их сына: «Второй лейтенант Хайлендского лёгкого пехотного полка Ч[арльз] Д[жерейнт] К[ристофер] Пейн был убит 14 марта. Лорд Китченер выражает своё соболезнование» (на самом деле Пейн погиб 12 марта).
Отец Пейна написал в военное ведомство с просьбой рассказать подробности обстоятельств его смерти. На этом раннем этапе войны армия была готова предоставить подобную информацию (что уже не делали позже). Подполковник Хайлендского лёгкого пехотного полка горцев написал родителям Пейна:

«Ваш сын был застрелен около 6 часов утра в голову, глядя через бруствер окопа, в котором он был со своим отрядом, и умер мгновенно. Характер его смерти, возможно, показывает его неопытность, потому что он только что прибыл на фронт. Он не был длительное время с нами, но расположил к себе всех, кто его знал. Он был способным и ревностным офицером, о чьей ранней смерти мы глубоко сожалеем»— Derrick, Bruno. My Tommy’s War: Youth Mourning
Военный дневник 1-го батальона Хайлендского лёгкого пехотного полка (WO 95/3929/1) описывает день тяжёлого боя 12 марта 1915 года, недалеко от Нев-Шапель:

«Очень туманное утро. Немецкому наступлению на рассвете предшествовал артиллерийский обстрел в течение четверти часа… Потери во второй половине дня были тяжелыми, в результате чего в общей сложности в течение дня погибло до восьми офицеров, а четыре получили ранения, и почти двести пятьдесят солдат и унтер-офицеров убитыми и ранеными»— Derrick, Bruno. My Tommy’s War: Youth Mourning
Пейн был награждён медалью Победы, Британской военной медалью и Звездой 1915. Эти медали были переданы его родственникам после войны. Кэтрин Фрэнсис Клаузен позже вышла замуж за ирландского архитектора, яхтсмена и путешественника Конора О’Брайана. Умерла она в 1936 году.
Картина была передана в Имперский военный музей в Лондоне в 1929 году, где находится и в настоящее время (инвентарный номер — Art.IWM ART 4655). Размер картины — 914 на 914 миллиметров. В раме, толщина которой 60 миллиметров, — 1140 на 1145. Техника — масляная живопись по холсту.

## Особенности картины
Когда в современной Великобритании рассматривается искусство времён Первой мировой войны, то, как правило, вспоминаются работы молодых в то время художников, таких, как Пол Нэш и Перси Уиндем Льюис, которые донесли до современников образы войны, сами будучи её участниками. Джордж Клаузен предлагает иное видение Первой мировой войны. В 1916 году, когда ему исполнилось шестьдесят четыре года, он уже был академиком живописи. 
В своей картине «Скорбящая юность» Клаузен отошёл от привычного для него в это время натурализма и вернулся к своим более ранним работам, созданным под влиянием французских символистов, особенно декоративных росписей Пьера Сесиля Пюви де Шаванна (1824—1898). Позднее Клаузен был признан как создатель картин на военную тему и принял участие в амбициозном проекте British War Memorials Committee в 1918 году. Для этого проекта он выполнил грандиозное полотно «Военный завод в арсенале Вулиджа» (1918).
На картине «Скорбящая юность» изображена обнажённая девушка, олицетворяющая молодость, которая, стоя на коленях, низко склонилась в охватившем её горе перед деревянным крестом на могиле. На некотором расстоянии, в глубине изображения, находятся затопленные водой воронки от взрывов снарядов. Используя наготу фигуры в сочетании с бесплодным минималистичным пейзажем, художник подчёркивает печаль и пустоту смерти.

дочь Клаузена и её жених
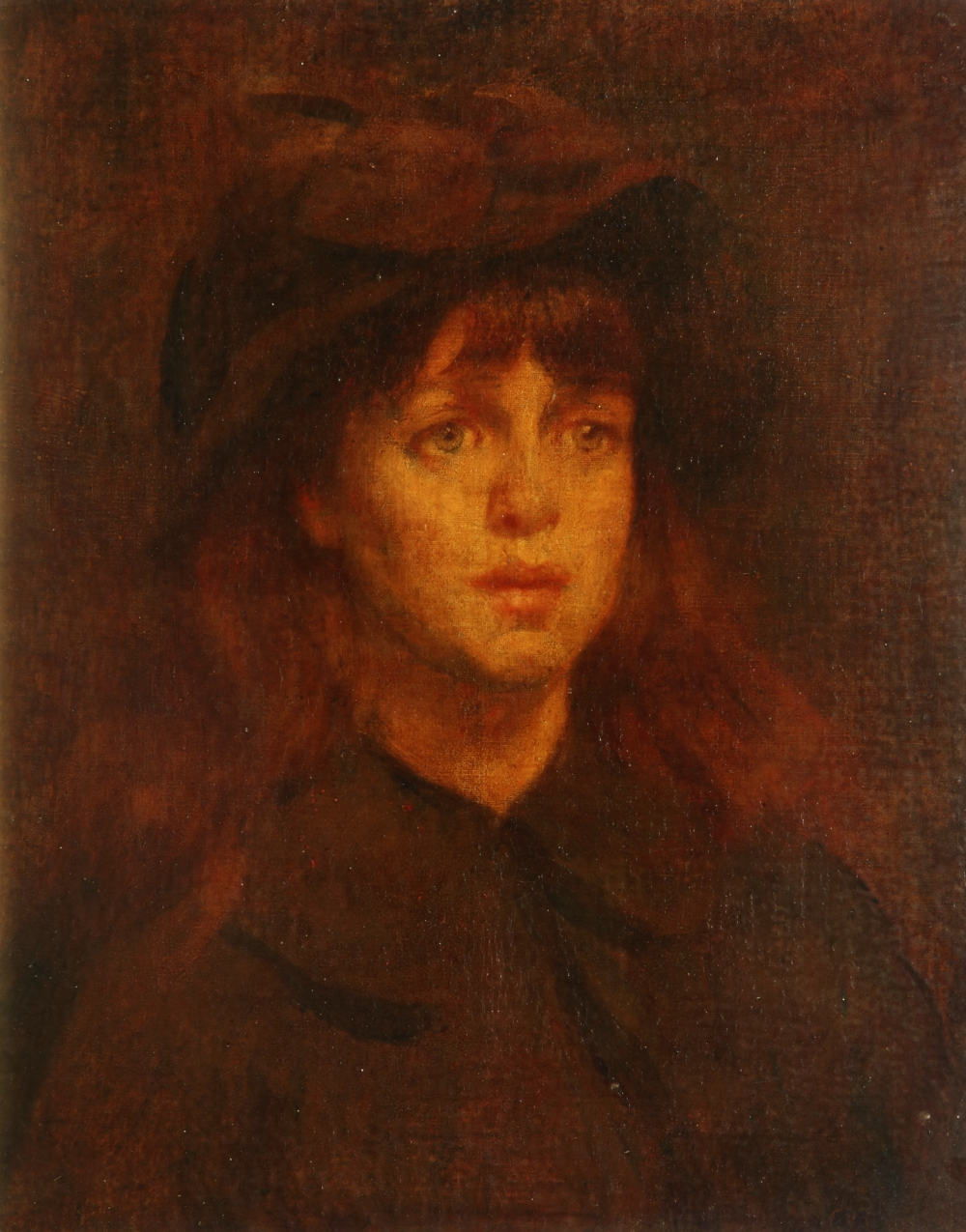
Джордж Клаузен. Китти, 1900
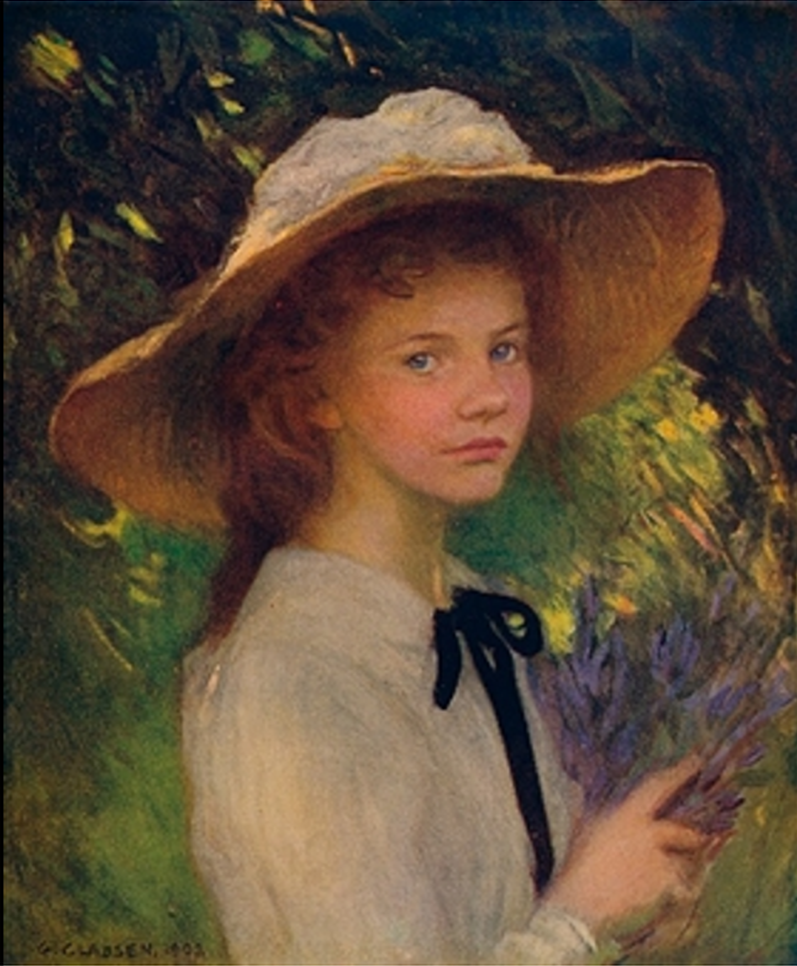
Джордж Клаузен. Китти, 1902
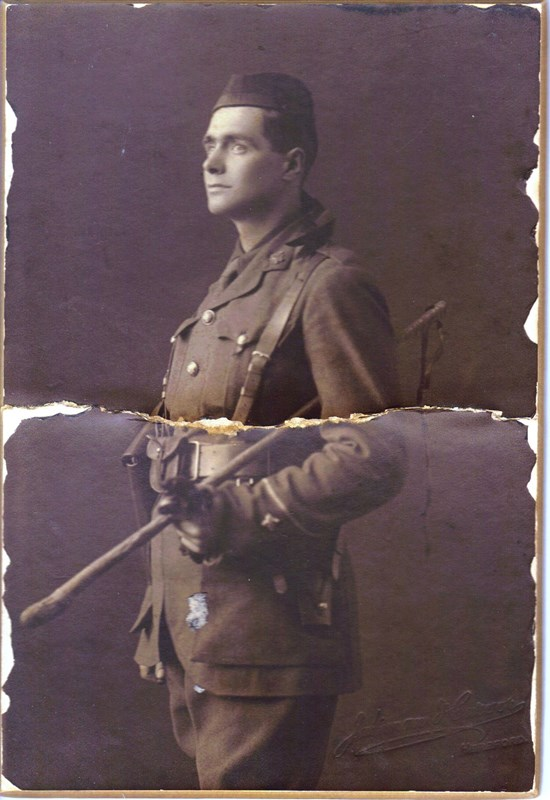
Неизвестный армейский фотограф. Чарльз Джерейнт Кристофер Пейн, 1915